# Los cinco religiosos fusilados en Murviedro
Los cinco religiosos fusilados en Murviedro est une gravure à l'eau-forte et au burin réalisée par le graveur espagnol Miguel Gamborino en 1813.
Elle fait référence à des événements ayant eu lieu lors de la guerre d'indépendance espagnole et illustre une exécution ayant eu lieu à Murviedro, l'actuelle Sagonte.

## Description
L'estampe, signée « M. I. Gamborino Sculp. t 1813 », porte une inscription explicative au bas de la page en l'absence de titre : « Los R.R.P.P. Fr. Pedro Pasq.l Rubert., Prov.l de la Merced, Fr. José de Xérica Guard.n de Capuch.s, y los Lect.s Fr. Gabriel Pichó Mº. de Novicios, Fr. Faustino Ygual, y Fr. Vicente Benét, Dominicos, fusilados por los Franceses en Murviedro el dia 18 de enero de 1812 ». La scène de l'exécution est complétée par une seconde estampe intitulée « Parte Seg.da de los 5 Relig.s fusilados en Murviedro », dans laquelle les soldats français dépouilles les religieux de leurs modestes possessions et outragent leurs corps en présence d'un officier visiblement éploré, avec l'inscription en bas de la composition : « Mr. Bouillet, comandante de una compañía del Regim.to 121. mostró sensibilidad en este asesinato, mandado por Suchet; pero no tuvo bas- / tante virtud para impedir que la brutal soldadesca se cebase en los despojos de estas venerables victimas... ¡Guerra á los asesinos!... ».
Les pelotons d'exécution sont l'un des thèmes présents avec une certaine fréquence dans l'iconographie espagnole de la Guerre d'indépendance. La gravure de Gamborino se distingue des autres parce que Francisco de Goya pourrait s'en être inspiré pour composer son tableau Tres de mayo, l'une des plus célèbres peintures du genre dans l'histoire de l'art : la composition est très proche et l'attitude des victimes, avec les bras ouverts en croix aussi,,.